# De Helling
De Helling is een tijdschrift met opinie en cultuur van het Wetenschappelijk Bureau GroenLinks. Het blad verschijnt eens per kwartaal.
De Helling heeft een wetenschappelijke benadering van politieke onderwerpen om de discussie binnen GroenLinks te starten of te verdiepen. Het kwam voor het eerst uit in 1987, enkele jaren vóór de oprichting van GroenLinks. Het blad is opgericht als fusie van de bladen van de wetenschappelijke bureaus van de Pacifistisch Socialistische Partij (Socialisties perspektief) en de Communistische Partij van Nederland (Komma).
De hoofdredacteur is Erica Meijers, ze werd voorgegaan door Jelle van der Meer (1997-2007) en Henk Krijnen (1987-1996).